# 吉川元春
吉川 元春（きっかわ もとはる）は、戦国時代から安土桃山時代にかけての武将。毛利元就の次男。母は吉川国経の娘・妙玖。同母の兄弟に兄の毛利隆元、弟の小早川隆景、その他異母の兄弟が多くいる。
父・元就によって藤原南家の流れを汲む安芸国の名門・吉川氏に養子として送り込まれ、家督を乗っ取る形で相続した。以後、毛利両川の一人として、弟の隆景と共に毛利家発展の基礎を築き上げ、主に山陰地方の司令官として貢献した。

## 生涯

### 幼少時
享禄3年（1530年）、毛利元就の次男として安芸国高田郡吉田の吉田郡山城で生まれる。
天文9年（1540年）、出雲国の尼子晴久が侵攻した際に行なわれた吉田郡山城の戦いにおいて、元服前ながら父の反対を押し切って出陣し、見事に初陣を飾った。
天文12年（1543年）8月30日、兄・毛利隆元の加冠状を受けて元服し、同時に「元」の偏諱を与えられて元春と名乗った。
天文13年（1544年）12月20日、実子がいない元就の弟・北就勝と養子契約を行い、北就勝の死後に所領を譲り受ける契約を行った。
天文16年（1547年）、自ら望んで熊谷信直の娘・新庄局と結婚する（後述）。

### 吉川家相続
天文16年（1547年）7月、母方の従兄の吉川興経の養子となる。これは興経と仲の悪かった叔父・経世を初めとする吉川家臣団の勧めもあって、興経がやむなく承服したものであるとされている。条件は興経の生命を保証すること、興経の子・千法師を元春の養子として、成長後に家督を相続させることであった。
同年閏7月22日、吉川経世、市川経好、今田経高が連署の血判起請文によって、元就、隆元、元春への忠誠を誓い、閏7月25日に元就、隆元、元春は返答の連署起請文を送っている。
天文19年（1550年）、元就は興経を強制的に隠居させると、元春に家督を継がせて吉川氏当主とした。そして熊谷信直らに命じて興経と千法師を殺害しており、これが毛利元就の調略であったといえる。
以後、安芸国大朝の小倉山城に入った元春であったが、より要害の地である日野山城を築き、拠点を移動している。そして弟の小早川隆景と共に「毛利の両川」と呼ばれ、山陰地方の政治・軍事を担当した。

### 大内・尼子との戦い
弘治元年（1555年）、厳島の戦いにおいては吉川軍を率いて小早川軍と協力し、陶晴賢率いる大内軍を撃滅した。弘治2年（1556年）からは石見国に遠征し、尼子晴久と何度か戦うも晴久に退けられる（忍原崩れ、降露坂の戦い）。弘治3年（1557年）に父が隠居すると、隆景と共に両川として毛利家を実質的に支えることとなった。
永禄5年（1562年）、元春は胸部や腹部の激痛を伴う積聚の病（いわゆる癪）にかかり、毛利元就は則阿や少林寺、楊井武盛といった専従医ではない、領内の医師を動員して元春の治療にあたらせ、さらに京都の医師・大和晴元を新荘火ノ山城へ往診に向かわせ元春の治療にあたらせた。
永禄8年（1565年）、第二次月山富田城の戦いでは主力として参戦して武功を挙げ、永禄9年（1566年）に尼子義久を降伏せしめている。
しかし、永禄12年（1569年）からは尼子氏再興を願う尼子家旧臣の山中幸盛ら率いる尼子再興軍と戦うことになる。布部山の戦いで尼子再興軍を撃破するも、同年には毛利家と敵対する大友宗麟の下に寄食していた大内氏の一族・大内輝弘が周防国に侵攻してくる。これに対して軍権を与えられていた元春は、大友家の援軍が十分に集っていないうちに輝弘を攻めて自害に追い込んだ。（大内輝弘の乱）
元亀2年（1571年）には謀略を用いて尼子勝久の籠る末石城を攻撃。山中幸盛を捕虜とし、勝久を敗走させたのである（その後、幸盛は謀略を用いて脱走）。

### 織田信長との戦い
元亀2年（1571年）、父・元就が死去すると、その跡を継いだ甥・毛利輝元（隆元の嫡男）を弟の隆景と共に補佐する役目を担った。
しかし元春に敗れた尼子勝久らは、中央で勢力を拡大していた織田信長を頼り、その援助を背景にして抵抗を続けるようになる。また、天正4年（1576年）に最後の室町幕府将軍である足利義昭が毛利氏を頼って備後国鞆に下向すると、織田氏との対立は決定的となる。天正5年（1577年）からは織田信長の命を受けた織田氏の重臣・羽柴秀吉率いる中国遠征軍が播磨国に侵攻する。元春はこれを迎撃し、天正6年（1578年）には尼子勝久や山中幸盛が籠る上月城を攻撃し、尼子勝久らは降伏し自刃。宿敵・山中幸盛も処刑され、尼子再興軍の動きを止めた（上月城の戦い）。
その後も元春は織田軍と各地で戦い続けたが、天正8年（1580年）には三木城が落城し、城主の別所長治は自害。そして備前国の宇喜多直家や伯耆国の南条元続が織田家に与し、豊後国からは大友宗麟が織田信長と呼応して毛利領に侵攻。天正9年（1581年）には因幡鳥取城で吉川一族の吉川経家が自刃するなど、毛利家は次第に劣勢となる。
天正10年（1582年）、清水宗治らが立て籠る備中高松城が羽柴秀吉に攻撃されたため、元春は輝元・隆景らと共に救援に赴いた（備中高松城の戦い）。しかし、秀吉の水攻めによって積極的な行動に出ることができず、また秀吉も元春らと戦うことで被害が拡大することを恐れて迎撃しなかったため、戦線は膠着状態となる。
そのような中、6月2日に織田信長が明智光秀の謀反で死亡した（本能寺の変）。羽柴秀吉は本能寺の変を毛利側に隠しつつ、「毛利家の武将のほとんどが調略を受けている」と毛利氏の外交僧・安国寺恵瓊に知らせる。これで毛利側は疑心暗鬼に陥り、和睦を受諾せざるを得なかった。結果、備中高松城は開城し、清水宗治らは切腹。織田軍は備中国から撤退した。なお本能寺の変を伝える報せが毛利方にもたらされたのは秀吉撤退の日の翌日で、紀伊の雑賀衆からの情報であったことが、吉川広家の覚書（案文）から確認できる。
『川角太閤記』によれば、元春はこの際追撃を主張したが、隆景に制止されたという。一方で、『吉川家文書』では、両名が追撃は無謀であり、失敗すれば毛利は次こそ滅ぼされると懸念し、光秀討伐に引き返してゆく秀吉を見逃したと記述されている。

### 最期
天正10年（1582年）末、家督を嫡男の元長に譲って隠居した。これは、秀吉に仕えることを嫌ってのことであるとされている。ただし、この隠居の逸話に関しては、年時を含めて『陰徳太平記』による脚色の可能性も指摘されており、家臣に対する発給文書の名義などから、元春の隠居は天正11年（1583年）9月以降とする説があり、遅くても翌天正12年（1584年）6月には未完成の隠居館（後述）に移っていることから、実際の隠居はこの期間のことと推定されている。
そして、吉川氏一族の石氏の治めていた地を譲り受け、隠居館の建設を開始した。この館は後に「吉川元春館」と呼ばれたが、元春の存命中に完成することはなかった。
その後、毛利氏は秀吉の天下取りに協力し、天正13年（1585年）に隆景は積極的に秀吉の四国征伐に参加したが、吉川軍は元長が総大将として出陣するにとどまり、元春は出陣しなかった。
天正14年（1586年）、天下人への道を突き進む豊臣秀吉の強い要請を受け、弟の隆景、甥の輝元らの説得により、隠居の身でありながら九州平定に参加した。しかしこの頃、元春は化膿性炎症（癌とも）に身体を蝕まれていた。
そのため、同年11月15日、出征先の豊前小倉城二の丸で死去した。享年57。

## 逸話

### 元春の嫁取り
元春は熊谷信直の娘（新庄局）を正室に娶り、生涯側室を置かず4男2女の子宝に恵まれた。
この正室の新庄局は不美人であったという逸話がある。宣阿の『陰徳太平記』巻十六「元春娶熊谷信直之女事」によると、児玉就忠が縁談を薦めた際に不美人と評判だった熊谷信直の娘を元春は自ら望み、驚いた就忠が確認すると、「信直の娘は醜く誰も結婚しようとはしないので、もし元春が娶れば信直は喜び、元春のために命がけで尽くすだろう」と話したとある。この嫁取りは勇猛で知られる熊谷信直の勢力を味方につけるための政略結婚であろうが、その一方で自らを女色に溺れさせないように戒める意味もあったとされている。
また、別の説によると、新庄局は疱瘡を病んだせいで顔が醜くなり、信直はこれを理由に婚約を辞退しようとしたが、元春の側がそのような理由で約束を違えるのを潔しとせず、結婚したとも言う。
一方で元春の妻が不美人であったとの説は構成の創作とする説もある。吉川広家が存命中に成立した可能性がある『安西軍策』には元春の妻が不美人であったの記述はない。不美人説は香川正矩の『陰徳記』に「器量が悪い」との記述が現われ、『陰徳太平記』に継承されている。
また、新庄局の叔母にあたる信直の妹は武田光和に嫁いだが、絶世の美人であったとされる。
なお、不美人と結婚した伝説は他の歴史上の人物にもしばしば見られる。あえて不美人を娶った逸話としては諸葛孔明が、同時代の史料に容貌の記述が無く後年の作品で不細工とされた例には龐統が、病による容貌の悪化を承知で娶った逸話としては明智光秀や高橋紹運がある。元春の妻についても、同様の伝説の可能性がある。
しかし、上記のような逸話はともかく、元春と新庄局の間には4男2女が生まれており夫婦仲は円満だったようだ。また、息子である吉川広家を度々諌める際には夫婦連名で書状を送るなど、新庄局は吉川家中でそれなりの地位にあったようである。

### 吉川本太平記
『太平記』は南北朝期の争乱を描いた軍記物語で、戦国時代の武人にも広く愛読された。
尼子氏討伐の陣中で元春は『太平記』40巻を書写し、これは現在に『吉川本』として伝わっている。吉川本太平記は元春自身が書写したもので、現在は財団法人吉川報效会の所有となっており、岩国市の吉川史料館が保管している。太平記本文はカタカナ交じりで、古い形式を良く伝えている。
奥書の朱筆によれば、吉川元春が第1冊を永禄6年（1563年）12月に筆を下し、その後各巻の書写を行って、永禄8年（1565年）7月に第39冊の書写を完成したとしている。別に自筆の太平記目録1冊もある。
太平記には多少の異本の存在が認められ、そのうち最も原作に近いと認められていたのは神田太平記であったが、神田本には14巻の欠失があった。吉川本は神田本に近い内容を有し、しかもほぼ全巻を完備していることから、古典文学研究上きわめて貴重な資料とされる。昭和34年（1959年）12月18日、国の重要文化財（書蹟）に指定された。

### 居館跡の調査
吉川元春館跡は居城・日野山城西南の麓に所在し、志路原川の河岸段丘上の緩斜面に築造されていた。川が堀の役割を果たしており、西側の山に菩提寺の海応寺跡がある。
これまで、石垣、土塁、掘立柱建物を中心とする屋敷、庭園を確認している。屋敷からは建物のほかトイレ遺構2基が検出されている。また、大溝からは金隠しと「蝿打たんが為これを造る者也」と墨書された木の札、遺構外からは「こほりさたう」と墨書され氷砂糖の容器と考えられる円形の木の蓋、「かかいさまへ（おかあ様へ）」と書かれていることから元春の妻に宛てられたであろうと考えられる木製の荷札などが出土している。
昭和61年（1986年）8月28日に吉川氏居館跡として小倉山城、駿河丸城、日野山城とともに国の史跡に指定された。屋敷や庭園は一部復元がなされている。

## 官歴
※日付は旧暦（明治5年（1872年）12月2日まで適用）
- 天文18年（1549年）
  - 4月22日、大内義隆により治部少輔に吹挙され任官[13]。
- 永禄3年（1560年）
  - 2月20日、将軍・足利義輝により、駿河守に任官[14]。
- 永禄8年（1565年）
  - 9月7日、正五位下に叙位。
- 元亀3年（1572年）
  - 3月27日、従四位下に昇叙[注釈 3][15]。

## 系譜
- 父：毛利元就（1497-1571）
- 母：妙玖（1499-1546） - 吉川国経の娘
- 養父：吉川興経（1508/18-1550）
- 正室：新庄局（?-1606） - 熊谷信直の娘。
  - 嫡男：吉川元長（1548-1587）
  - 次男：繁沢元氏（1556-1631） - 仁保隆在の婿養子。
  - 長女：華屋宗栄（?-1610） - 益田元祥の正室。慶長15年10月23日（1610年12月8日）に死去[16]。法号は華屋宗栄。
  - 三男：吉川広家（1561-1625）
  - 四男：吉川松寿丸（?-1578）
  - 次女：雪岩秀梅（?-1592） - 吉見元頼の正室。天正20年11月18日（1592年12月21日）に死去[16]。法号は雪岩秀梅。

## 偏諱を受けた人物
| - 粟屋春綱 - 伊賀田春法 - 伊賀田春理 - 伊志春成 - 市川春俊 - 井上春忠 - 井上春佳 - 今田春倍 - 今田春佳 | - 宇都宮春依 - 香川春継 - 桂春房 - 桂春忠 - 吉川春孝 - 口羽春良 - 小坂春信 - 児玉春種 - 堺春倫 | - 二宮春澄 - 二宮春次 - 宮庄春真 - 森脇春親 - 森脇春忠 - 山県春次 - 湯原春綱 - 横道春重 |

## 関連作品
小説
- 浜野卓也『吉川元春 毛利を支えた勇将』（PHP文庫、1997年）
- 南条範夫『関白に頭を下げなかった男－吉川治部少輔元春』（文春文庫・『おのれ筑前、我敗れたり』収録、2002年）

テレビドラマ
- 『太閤記』（1965年、NHK大河ドラマ、演：二本柳寛）
- 『毛利元就』（1997年、NHK大河ドラマ、演：松重豊）
- 『軍師官兵衛』（2014年、NHK大河ドラマ、演：吉見一豊）

芸能
- 南条踊り - 吉川元春に由来すると言われる山口県・広島県に残る伝統民俗舞踊[17][18]。